# سیارک ۲۳۷۳۰
سیارک ۲۳۷۳۰ (به انگلیسی: 23730 Suncar، نامگذاری:1998HX89) بیست و سه هزار و هفتصد و سی‌امین سیارک کشف شده‌است که در ۲۱ آوریل ۱۹۹۸ کشف شد.
قدر مطلق سیارک برابر ۸.۹ است.